# S5G Natural Circulation Reactor

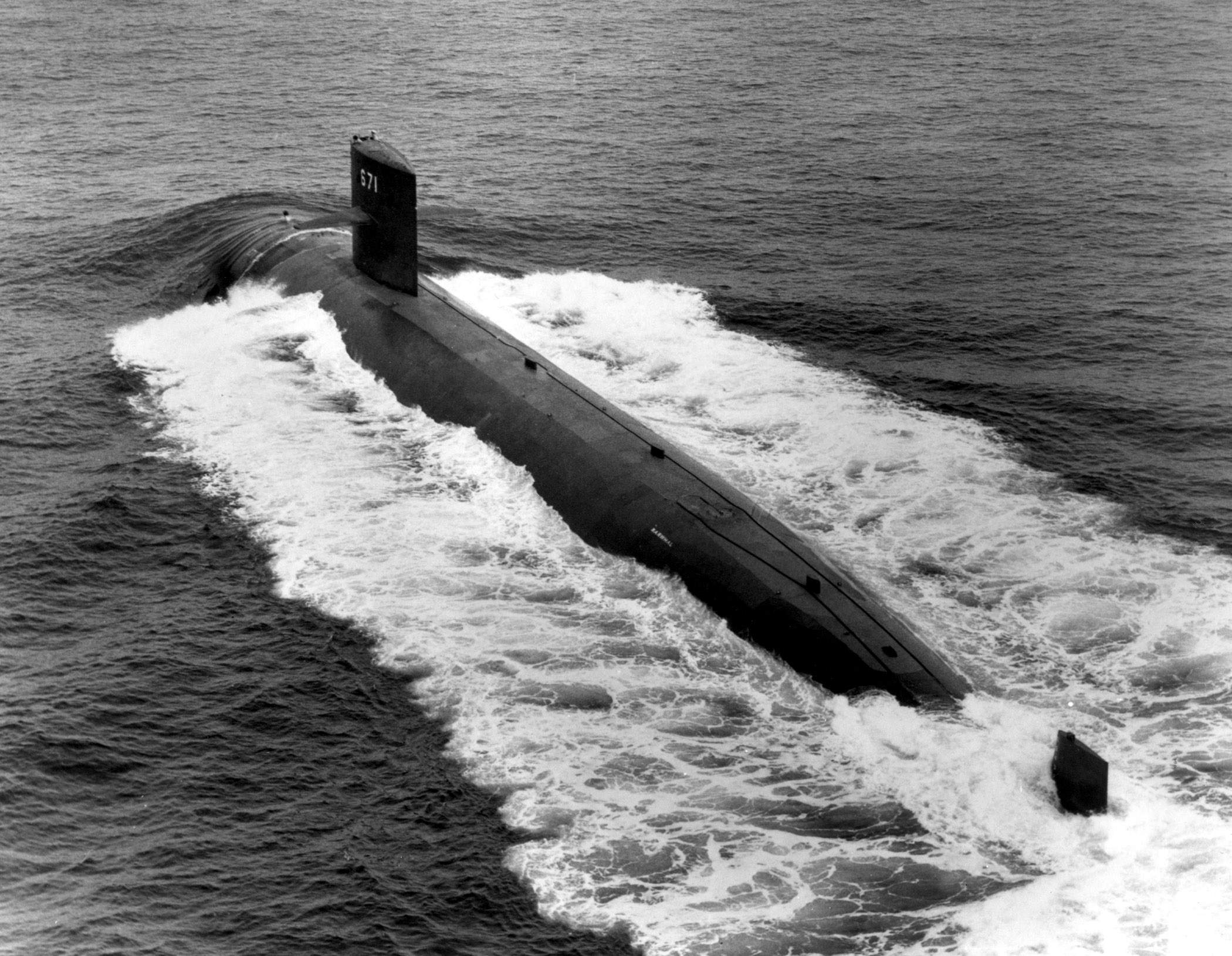
USS "Narwhal" (SSN-671) z reaktorem S5G NCR

S5G Natural Circulation Reactor (NCR) – amerykański prototypowy reaktor jądrowy przeznaczony dla siłowni okrętów podwodnych marynarki wojennej Stanów Zjednoczonych w celu zapewnienia wytwarzania energii elektrycznej i napędu.
S5G był reaktorem wodno-ciśnieniowym (PWR) z dwoma obiegami chłodziwa i dwoma generatorami parowy, przy czym cyrkulacja chłodziwa w pierwszym obiegu odbywała się przy pracy z reaktora z niska mocą, odbywała się w sposób naturalny, bez wymuszania jego obiegu za pomocą pomp. Projekt reaktora przewidywał, że reaktor umieszczony jest w okręcie nisko, natomiast i wytwornice pary umiejscowione są wysoko w celu wspierania naturalnego obiegu pierwotnego chłodziwa.
S5G NCR zainstalowany zarówno jako lądowy prototyp w elektrowni jądrowej Idaho National Laboratory w pobliżu Arco w stanie Idaho, oraz w siłowni okrętowej USS "Narwhal" (SSN-671). S5G NCR został wyposażony w pompy pierwotnego obiegu chłodziwa, jednakże były one używane w systemie jedynie podczas pracy reaktora z dużą mocą.
S5G NCR miał pierwotnie stanowić podstawę do rozwoju jednostki o mocy zwiększonej do 20.000 KM, celem zastosowania jej w siłowni okrętu opracowywanego w programie okrętów myśliwskich 3 generacji CONFORM, po zamknięciu jednak tego programu na rzecz programu budowy okrętów typu Los Angeles, program opracowania wzmocnionej wersji S5G NCR przerwano przed otrzymaniem certyfikatu ze strony Departamentu Energii Stanów Zjednoczonych. Opracowane jednak przy konstrukcji S5G NCR technologie, znalazły zastosowanie przy budowie reaktorów dla okrętów kolejnych generacji.